# Шильшиново
Шильшиново — деревня в Николо-Горском сельском округе Пречистенского сельского поселения Первомайского района Ярославской области России. 

## География
Деревня расположена в 15 км на юго-запад от райцентра посёлка Пречистое.

## История
Близ деревни в селе Мечеходове была каменная церковь Спаса Происхождения Честных Древ Животворящего Креста Господня. Летняя отделялась аркою от зимней. В летнем отделении престол, а в зимней два придела: на правой стороне — во имя Успения Божией Матери, а на левой стороне — во имя Николая чудотворца. Построена в 1812 году прихожанами. 
В конце XIX — начале XX века деревня Шильшиново с селом Мечеходово входила в состав Черностаевской волости (позднее — в составе Пречистенской волости) Любимского уезда Ярославской губернии.
С 1929 года деревня входила в состав Захаринского сельсовета Даниловского района, в 1935 — 1963 годах в составе Пречистенского района, с 1954 года — в составе Ильинского сельсовета, в 1980-х годах — в составе Николо-Горского сельсовета, с 2005 года — в составе Пречистенского сельского поселения.

## Население
| 1859 | 1914 | 2002 | 2007 | 2010 |
| ---- | ---- | ---- | ---- | ---- |
| 85   | ↗114 | ↘2   | ↘1   | →1   |

## Достопримечательности
Близ деревни в урочище Мечеходове расположена недействующая Церковь Спаса Нерукотворного Образа (1812).